# Willie Johnson
Willie Johnson (* 4. März 1923 in Senatobia, Mississippi; † 26. Februar 1995 in Chicago, Illinois) war ein US-amerikanischer Blues-Gitarrist.
Bekannt wurde Johnson als Mitglied der ersten Band von Howlin’ Wolf in Memphis. Als Wolf jedoch nach Chicago ging, blieb Johnson in Memphis, und Wolf ersetzte ihn durch Hubert Sumlin.
Johnson machte auch Aufnahmen unter eigenem Namen, etwa Feel So Worried. Er starb 1995 in Chicago.
Willie Johnson sollte nicht mit Blind Willie Johnson verwechselt werden.